# Traun (Danube)
Pour les articles homonymes, voir Traun.
La Traun est une rivière d'Autriche, dans les deux Länder de Styrie et Haute-Autriche, et un affluent droit du Danube.

## Géographie
De 153 km de longueur[réf. nécessaire], la Traun est un affluent de rive droite du Danube, le second par son importance en Autriche (après l'Enns). 
Dans sa partie haute, elle s'appelle aussi Toplitzbach ou Toplitz (de) avec lac de Toplitz 54 ha à 718 m d'altitude.
Elle descend des Préalpes de Salzbourg, dans le land de Styrie, en coulant vers le nord-est. Elle arrose Bad Ischl, traverse le Traunsee (« lac de Traun »), passe à Gmunden puis Wels et se jette en aval de Linz. 
Le lac de Hallstatt est sur son parcours, ainsi que le Lac de Grundlsee (de) 4,22 km2 à 708 m d'altitude et près de sa source.

### Bassin versant
Son bassin versant est de 4 277 km2[réf. nécessaire].

## Affluents
La Traun a de nombreux affluents dont :
- la Wasserloser (rd),
- l'Ischl (rg), 12 km 252 km2.
- l'Ager (rg), 34 km 1 261 km2.
- l'Alm (rd), 48 km 491 km2.
- la Krems (rd), 60 km 378 km2.

## Hydrologie
Son module est de 135 m3/s[réf. nécessaire].

## Toponymes
La Traun a donné hydronyme à :
- Le Traungau, région historique d'Autriche,
- Le Traunviertel, un des quatre « quartiers » de la Haute-Autriche
- Le lac de Traun ("Traunsee"),
- Traunkirchen, village autrichien sur le lac de Traun,
- Traunstein, ville allemande sur la Traun bavaroise, affluent de l'Alz, chef-lieu de l'arrondissement de Traunstein,
- Traunreut, ville allemande sur la Traun bavaroise,
- Le Traunstein, sommet des Alpes.